# Eurema hecabe
Eurema hecabe  (лат.) — дневная бабочка из семейства белянок (Pieridae).

## Описание

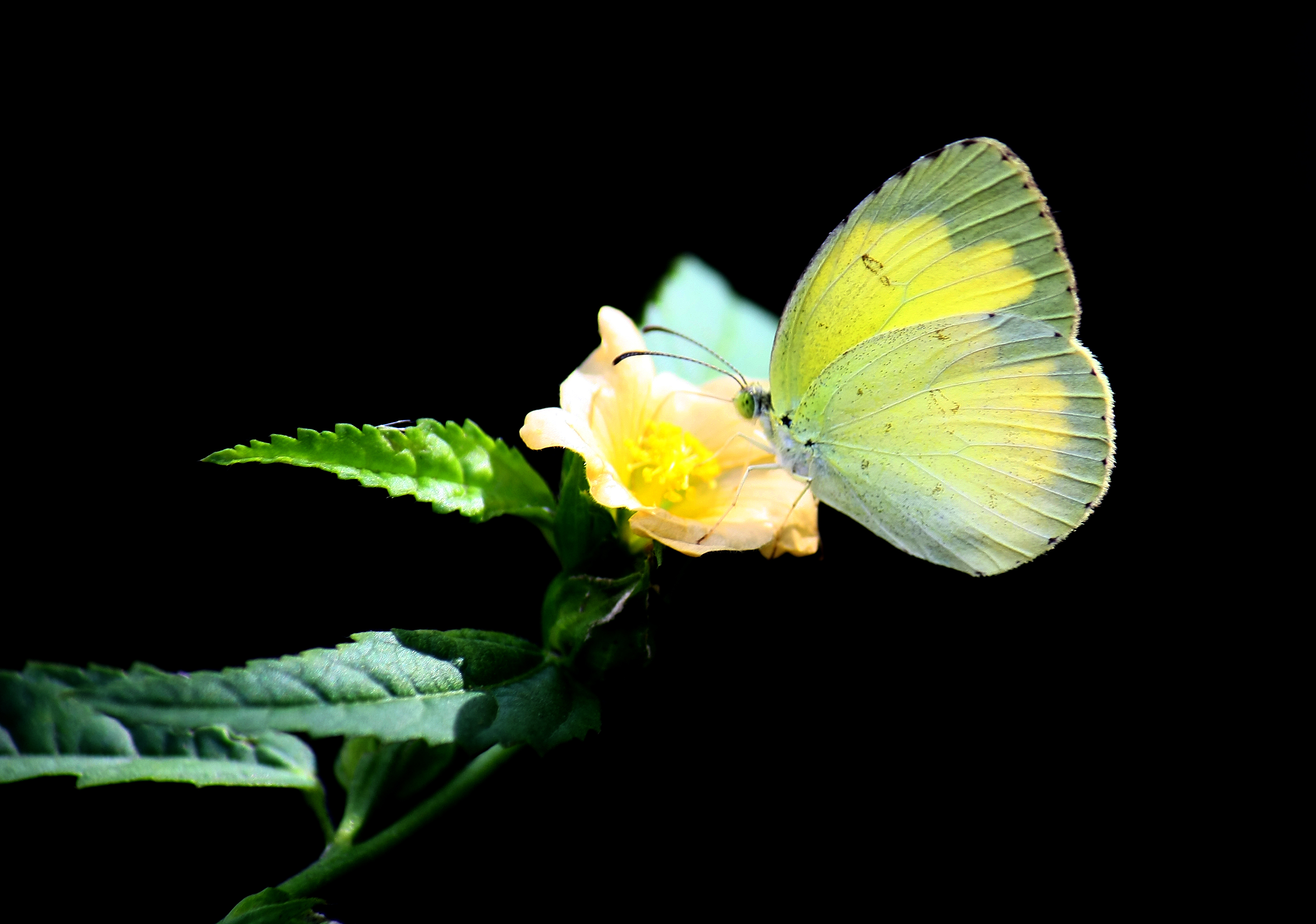

Длина переднего крыла у самцов 20—24 мм, у самок — 17—26 мм. Хорошо выражен половой и сезонный полиморфизм. Вершина переднего крыла всегда закруглена. Крылья сверху жёлтые или желтоватые, реже желто-беловатые, часто с черной вершиной, и чёрной краевой каймой (особенно на передних крыльях). Темная внешняя кайма у самцов доходит до заднего угла, полностью занимая его; с прямоугольным сужением между жилками М3 и Сu2. Костальный край крыла широко изогнут, передняя часть костального края и внешний край крыльев образуют угол, близкий к прямому. Снизу крылья желтого, желтоватого цвета, обычно с пестринками.
В тропиках бабочки имеют более темноокрашенную летнюю форму, и светлоокрашенную форму сезона дождей.

## Ареал
Япония (острова Хонсю, Сикоку, Кюсю, Рюкю), Корея, Китай (Северный, Северо-Восточный до Харбина, Центральный, Восточный, Тайвань), Филиппины, Юго-Восточная Азия, Малайзия, Индонезия, Новая Гвинея, Северная и Восточная Австралия, Гималаи, Индия, Африка (Сахель).
Возможен залёт вида на юг Приморского края России.

## Биология
Бабочки населяют разреженные леса и луга. Кормовые растения гусениц: Abrus precatorius, Acacia, Aeschynomene, Albizzia и другие Leguminosae, Euphorbiaceae и Cucurbitaceae.

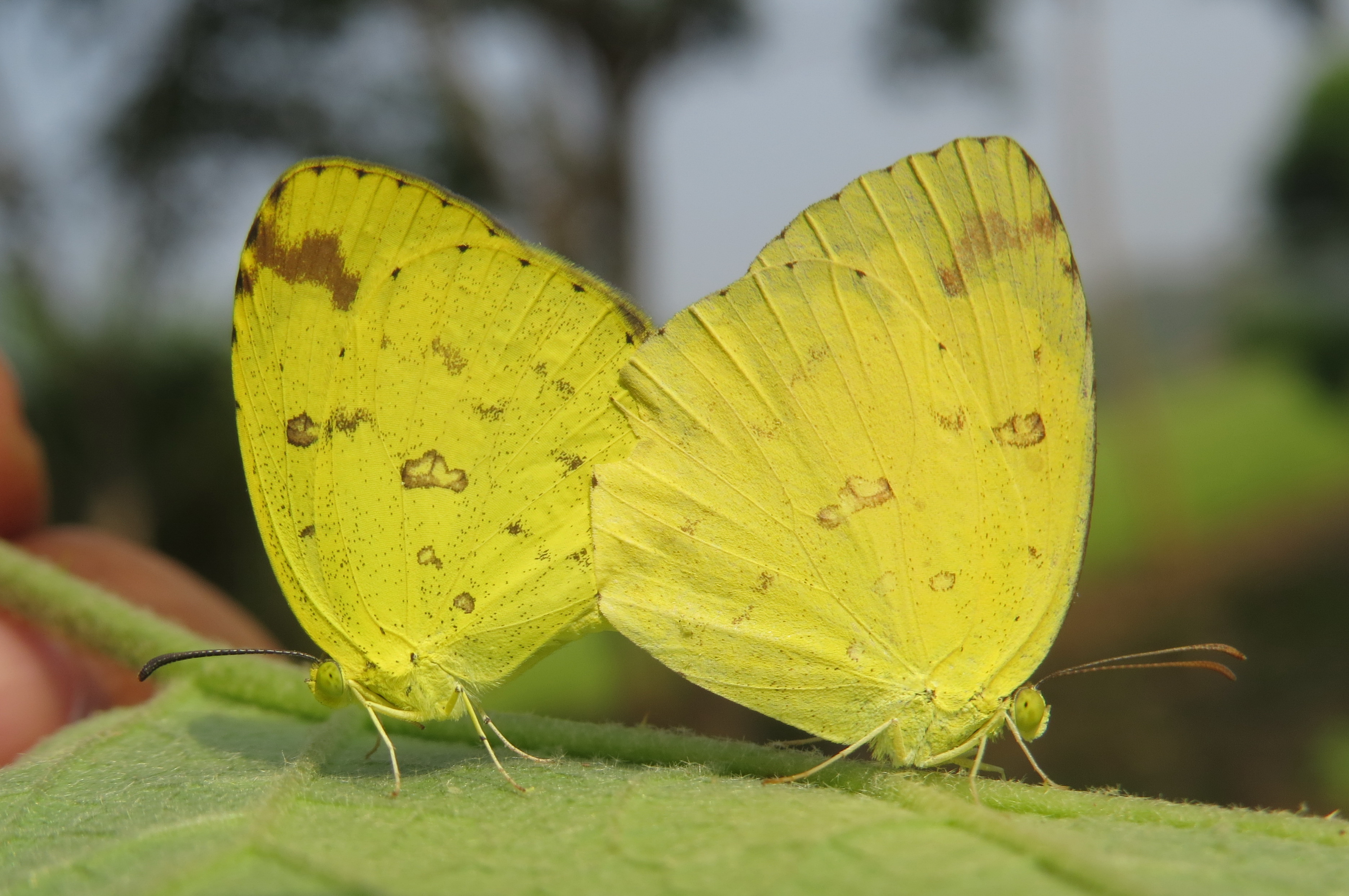
Спаривающаяся пара
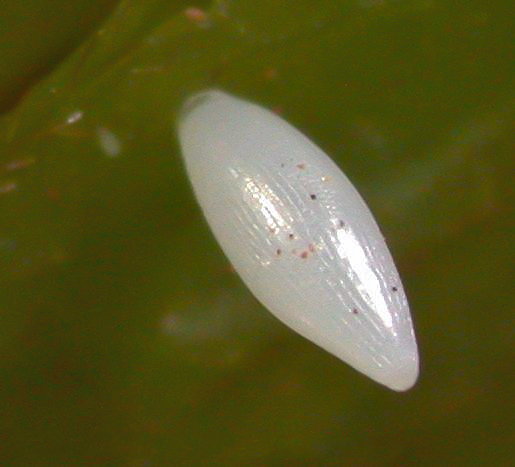
Яйцо
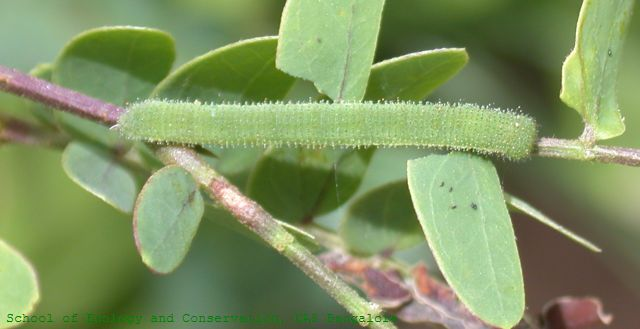
Гусеница
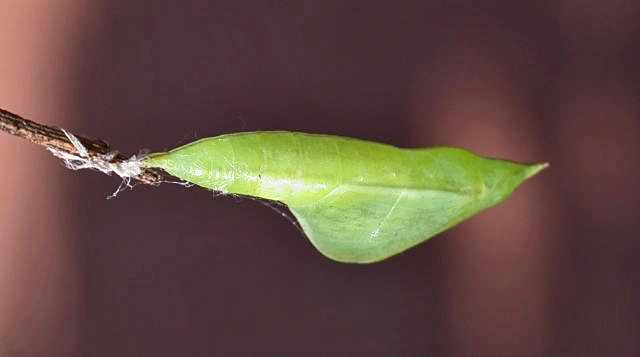
Куколка
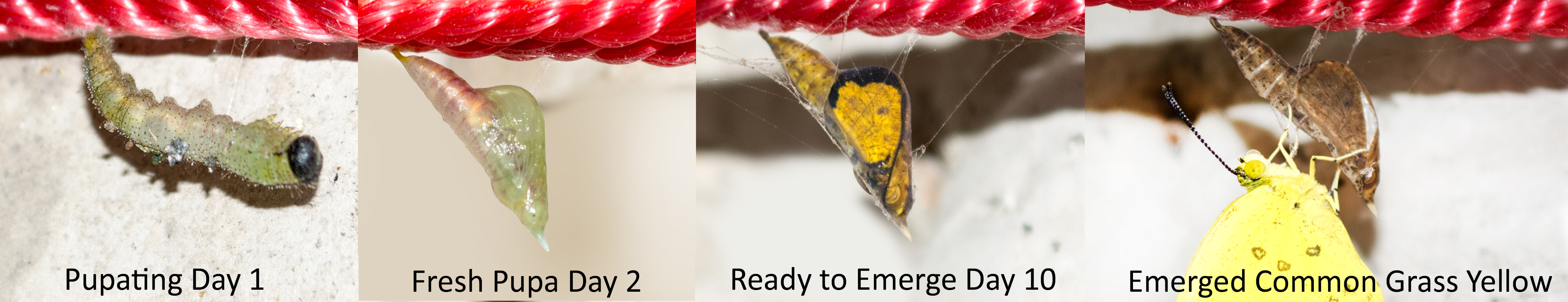
Жизненный цикл